# Panipat (huyện)
Huyện Panipat là một huyện thuộc bang Haryana, Ấn Độ. Thủ phủ huyện Panipat đóng ở Panipat. Huyện Panipat có diện tích 1250 ki lô mét vuông. Đến thời điểm năm 2001, huyện Panipat có dân số 967338 người.